# Yannick Agnel
Yannick Agnel (Nimes, França 1992) és un nedador francès, especialista en proves de volocitat en crol i guanyador de tres medalles olímpiques.

## Biografia
Va néixer el 9 de juny de 1992 a la ciutat de Nimes, població situada al departament de Gard (Llenguadoc-Rosselló).

## Carrera esportiva
Va participar, als 20 anys, en els Jocs Olímpics d'Estiu de 2012 celebrats a Londres (Regne Unit), on va aconseguir guanyar la medalla d'or en els 200 metres lliures i els relleus 4x100 metres lliures, així com la medalla de plata en els relleus 4x200 metres lliures. En aquests Jocs participà també en els 100 metres lliures, on finalitzà quart i guanyà així un diploma olímpic i desè en els relleus 4x100 metres estils.
Al llarg de la seva carrera ha guanyat tres medalles al Campionat del Món de natació, dues d'elles d'or; dues medalles en el Campionat del Món de natació en piscina curta, una d'elles d'or; tres medalles en el Campionat d'Europa de natació, una d'elles d'or; i tres més en el Campionat d'Europa de natació en piscina curta, dues d'elles d'or.